# Zhao Dayu
Zhao Dayu (en xinès: 赵达裕; Canton, 17 de gener de 1961 – ibíd., 18 de març de 2015) va ser un entrenador i futbolista xinès que jugava en la demarcació de davanter.

## Biografia
Va debutar com a futbolista el 1978, quan comptava amb 21 anys, amb el Guangzhou Evergrande de la seva ciutat natal. El 1981 va ajudar l'equip a fer-se amb el títol de la segona divisió, ajudant a l'equip a jugar en la primera divisió. Va jugar en el club fins al 1986, any que va sofrir una seriosa lesió, apartant-li dels terrenys de joc durant dos anys. El 1988 va tornar per jugar al Urawa Red Diamonds, on va jugar durant dos anys i va guanyar amb el club la JSL Divisió 2. A la seva arribada al club nipó, a més de ser futbolista del club, va ser entrenador del planter de l'equip durant el 1988. Nou anys després del seu retir com a futbolista el 1990, va tornar com a entrenador del primer equip del Guangzhou Evergrande, amb qui va guanyar sis partits de 18.
Va morir el 18 de març de 2015 a Guangzhou després de sofrir un càncer de fetge als 54 anys.

## Internacional
Va jugar un total de 29 partits amb la selecció de futbol de la Xina, fent el seu debut el 1982. Va marcar el seu primer gol contra Argentina en la Copa Nehru de 1984. Mentre la Copa Nehru Cup era un torneig amistós, Zhao va mostrar del que era capaç quan va jugar la Copa Asiàtica 1984 on va ajudar a la selecció a quedar en segona posició en el torneig. En 1986 he es va retirar de la selecció després de sofrir una fractura en la tíbia i peroné en la cama esquerra.

## Clubs

### Com a futbolista
| Club                 | País            | Any         |
| -------------------- | --------------- | ----------- |
| Guangzhou Evergrande | R.P. de la Xina | 1978 - 1986 |
| Urawa Red Diamonds   | Japó            | 1988 - 1990 |

### Com a entrenador
| Club                 | País            | Any  |
| -------------------- | --------------- | ---- |
| Guangzhou Evergrande | R.P. de la Xina | 1999 |

## Palmarès

### Campionats nacionals
| Títol         | Club               | País | Any  |
| ------------- | ------------------ | ---- | ---- |
| JSL Divisió 2 | Urawa Red Diamonds | Japó | 1990 |